# Liczba chromatyczna
Liczba chromatyczna – liczba kolorów niezbędna do optymalnego klasycznego (wierzchołkowego) pokolorowania grafu, czyli najmniejsza możliwa liczba {\displaystyle k} taka, że możliwe jest legalne pokolorowanie wierzchołków grafu {\displaystyle G.} Oznacza się ją symbolem {\displaystyle \chi (G)}.
Problem wyznaczenia liczby chromatycznej jest NP-trudny – nie są znane niezawodne wielomianowe algorytmy wyznaczające liczbę chromatyczną każdego grafu. Istnieje jednak szereg oszacowań liczby chromatycznej dla różnych klas grafów, np.:
- {\displaystyle \chi (G)\geqslant \omega ,} gdzie {\displaystyle \omega } jest rozmiarem maksymalnej kliki grafu {\displaystyle G,}
- Twierdzenie Brooksa: dla grafów pełnych oraz cykli o nieparzystej długości {\displaystyle \chi (G)=\Delta +1,} gdzie {\displaystyle \Delta } jest maksymalnym stopniem wierzchołka w grafie G; dla pozostałych grafów spójnych zachodzi {\displaystyle \chi (G)\leqslant \Delta }[2],
- dla grafów planarnych {\displaystyle \chi (G)\leqslant 4,}
- dla drzew o co najmniej dwóch wierzchołkach {\displaystyle \chi (G)=2.}